# Hajan
Hajan è una città dell'India di 9.916 abitanti, situata nel distretto di Baramulla, nel territorio del Jammu e Kashmir. In base al numero di abitanti la città rientra nella classe V (da 5.000 a 9.999 persone).

## Geografia fisica
La città è situata a 34° 18' 43 N e 74° 35' 59 E.

## Società

### Evoluzione demografica
Al censimento del 2001 la popolazione di Hajan assommava a 9.916 persone, delle quali 5.134 maschi e 4.782 femmine. I bambini di età inferiore o uguale ai sei anni assommavano a 1.340, dei quali 672 maschi e 668 femmine. Infine, coloro che erano in grado di saper almeno leggere e scrivere erano 3.132, dei quali 2.141 maschi e 991 femmine.